# 芋生悠
芋生 悠（いもう はるか、1997年（平成9年）12月18日 - ）は、日本の女優である。熊本県山鹿市出身。

## 略歴
JUNONが開催した2014年の第3回目のジュノン・ガールズ・コンテストにて、10名のファイナリストのうちの1人に選ばれた。女優として主な活動を2015年4月から開始。
所属事務所ステッカーを2023年8月4日付けで退所。

## 人物
- 身長は164cm、体重は45kg（2018年時点）[5]。

- 特技は書道、空手、水泳、長距離走、百人一首、バスケットボールなどを挙げている。特に書道は、師範の資格を取得している[5]。

- 趣味は美術で、本人のTwitterなど、ネット上でいくつか描いた絵を見られる。高校も美術コースで、油絵専攻だった[6]。

- いちばん好きな映画として、ウォン・カーウァイ監督の『ブエノスアイレス』を挙げる[7]。

- 「芋生」姓は本名。同名の「芋生城」の城跡が出身地である熊本県山鹿市に存在しており、父によると由来の一つではないかとしている[8]。

## エピソード
- 自画像が学校の文集の表紙に選ばれたことから絵が好きになる。中学時代には不登校気味だった時期があり、登校しても美術室にこもっていたという。高校では美術科を選んだが、自画像しか描けずにいた。しかし、描くことで表現欲が強くなり、ジュノン・ガールズ・コンテストへの応募を決めた[8]。

- 書道で師範の腕前を生かし、ファースト写真集『はじめての舞台』（2018年）では題字を書いている[7]。同書はアイドル的な作りではなく、前年の初舞台『欲浅物語』のドキュメンタリー写真集となっている[8]。当初は2日か3日くらいで撮る予定だったが、カメラマンの岩澤高雄の意向で、約1か月をかけての密着撮影となった[9]。

- 仲の良い武田梨奈に刺激され、空手の道場に再び通い出す[10]。

- 温泉が好きで、2週間に1回は温泉に行っている。

## 受賞歴
2018年度
- 門真映画祭2018 最優秀主演女優賞（『あの群青の向こうへ』）

2024年度
- 第30回宮崎映画祭 金のはにわ賞 女優賞（『青春ジャック 止められるか、俺たちを2』『夜明けのすべて』）

## 出演

### 映画
- バレンタインナイトメア（2016年1月23日、今野恭成監督） - 佐山祐子 役[11]
- 傷だらけの悪魔（2017年2月4日、KADOKAWA、山岸聖太監督） - 近藤千穂（江ノ本千穂） 役[12]
- トモシビ 銚子電鉄6.4kmの軌跡（2017年5月20日、杉山泰一監督） - 新谷絵麻 役[13]
- 東京喰種トーキョーグール （2017年7月29日、松竹、萩原健太郎監督） - 女子高校生 役
- ; the eternal/spring（2017年8月16日、ぴあ、児山拓大監督） - emou. 役
- ユリゴコロ（2017年9月23日、東映 / 日活、熊澤尚人監督） - 安藤 役
- AMY SAID エイミー・セッド（2017年9月30日、村本大志監督） - 20年前の安藤美帆 役[14]
- 斉木楠雄のΨ難（2017年10月21日、ソニー・ピクチャーズ エンタテインメント / アスミック・エース、福田雄一監督） - 水島流華 役
- ピンカートンに会いにいく（2018年1月20日、松竹ブロードキャスティング、坂下雄一郎監督） - 五十嵐かおり(アイドル時代) 役
- 野球部員、演劇の舞台に立つ！～甲子園まで642キロ（2018年2月24日、京映アーツ、中山節夫監督） - 川上智花 役
- 恋するふたり（2019年5月3日、ユナイテッドエンタテインメント、稲葉雄介監督） - 主演・サチコ 役[15]
- JKエレジー（2019年8月9日、16bit.inc、松上元太監督） - サクラ 役[16]
- 左様なら（2019年9月6日、SPOTTED PRODUCTIONS、石橋夕帆監督） - 主演・岸本由紀 役 ※2018年11月「MOOSIC LAB 2018」上映
- 37セカンズ（2020年2月7日、ラビットハウス、HIKARI監督） - ユカ 役
- 恋恋豆花（2020年2月22日、アイエス・フィールド、今関あきよし監督）
- #ハンド全力（2020年7月31日、イオンエンターテイメント・ラビットハウス・エレファントハウス、松居大悟監督） - 七尾 役
- ソワレ（2020年8月28日、東京テアトル、外山文治監督） - ヒロイン・山下タカラ 役[17][18]
- サイレント・トーキョー（2020年12月4日、波多野貴文監督） - ウエイトレス 役
- ある用務員（2021年1月29日、キグー、阪元裕吾監督） - ヒロイン・真島唯 役[19]
- HOKUSAI（2021年5月28日、S・D・P、橋本一監督） - 麻雪 役[20]
- ひらいて（2021年10月22日、ショウゲート、首藤凜監督） - 新藤美雪 役[18][21][22]
- あの群青の向こうへ（2020年1月11日、廣賢一郎監督） - 主演・ユキ 役　※2018年制作
- 吾輩は猫である!（2021年12月3日、ヒューマントラストシネマ渋谷、笠木望監督） - アンナ 役[23]
- 牛首村（2022年2月18日、東映、清水崇監督） - 奇子 役[18][24][25]
- 浮かぶ（2023年2月3日、MOEWE、吉田奈津美監督） - 佳世 役 ※題字も担当
- こいびとのみつけかた（2023年10月27日、ジョーカーフィルムズ、前田弘二監督） - ヒロイン・園子 役[18][26]
- 朝がくるとむなしくなる（2023年12月1日、石橋夕帆監督） - 準主演・大友加奈子 役[27]
- 夜明けのすべて（2024年2月9日、三宅唱監督） - 大島千尋 役[28]
- 青春ジャック 止められるか、俺たちを2（2024年3月15日、井上淳一監督） - 金本法子 役[29]
- 初めての女（2024年6月22日、小平哲兵監督） - 玉 役[30]
- おいしくて泣くとき（2025年4月4日、横尾初喜監督）[31]
- ROPE（2025年7月25日、S・D・P、八木伶音監督） - 小川翠 役[32]
- 次元を超える TRANSCENDING DIMENSIONS（2025年10月17日公開予定、豊田利晃監督） - 野々花 役[33][34]

### 短編映画
- 爛れ（2016年2月12日、桜美林大学2015年度卒業制作、岩本崇穂監督） - 主演・朝倉美優紀 役
- マスタードガス・バタフライ（2016年2月20日、たまふぃるむ2016、広瀬有紀監督） - 主演・麻知子 役
- それからのこと、これからのこと（2016年6月19日、田辺・弁慶映画祭セレクション2016、石橋夕帆監督） - 主演・菜央 役[35]
- TOKYO CITY GIRL2016「LOCAL→TOKYO」（2016年12月3日、志真健太郎監督）[36]
- 朝をこえて、星をこえて（2017年1月30日、はすだfurureプロジェクト、野本梢監督） - 主演・少女 役[37]
- Piece of Tokyo「とう と きょう」（2017年2月）
- 大怪獣チャランポラン祭り 鉄ドン（2017年3月2日、ゆうばり国際ファンタスティック映画祭2017）
  - ファットボーイ&スリムガール（かげやましゅう監督） - かまちのりこ 役
  - 黄泉の国のオオマガさま（百武朋監督） - 主演・ハルカ 役
- ポップ・ロック・ビルディング（2017年3月2日、かげやましゅう監督、ゆうばり国際ファンタスティック映画祭2017） - 小日向ヨーコ 役[38]
- アオとシオリ（2017年4月9日、吉川涼監督） - 主演・アオ 役
- SHISHAMO SHORT FILMS「明日メトロですれちがうのは、魔法のような恋」『好き好き! 篇』（2017年春、山岸聖太監督） - 主演[注 1]
- 注射針をブルーシートで（2017年、小宮山みゆき監督） - 主演・葵 役
- SEASONS OF WOMAN（2017年12月、川崎僚監督）
  - 彼女のひまわり - 主演
  - 雪の女
- ひとひら（2018年3月24日、早稲田松竹、吉田奈津美監督） - いずみ 役
- このまちで暮らせば（2018年7月14日、ニューシネマワークショップ、高橋秀綱監督） - 藤城緑 役
- ヒゲとレインコート（2018年10月1日、八幡貴美監督） - 主演・カナコ 役
- ヒロイン（2018年、松崎まこと監督） - 主演
- えのしまピエロ（2018年、2020年4月にYouTube公開[39]、今関あきよし監督） - 主演・ピエロ 役（池田萌子とW主演）
- 七転び八起きのピースサイン（2019年、菱川勢一監督） - 主演・ハルカ 役
- かく恋慕（2020年11月28日、菱沼康介監督） - カスミ 役
- 全員切腹（2021年8月14日、豊田利晃監督） - ヒロイン・女郎 役
- プレイヤーズ・トーク（2022年12月24日、マイターン・エンターテイメント、半田健監督・森岡龍監督）[40]
- ボクらの映画「うちのじいじは字が書けない」（2023年1月4日、諸江亮監督） - 庵野美砂 役
- 解放（2025年4月11日、芋生悠監督） - 監督・脚本・主演[41]

### テレビドラマ
- 禁断のホラーミステリー 怪異TV 第2話「呪いのタイムリミット」（2015年8月13日、NHK BSプレミアム） - 乾有希子 役
- 痛快TV スカッとジャパン（2016年6月20日、フジテレビ） - 宮下友里 役
- サチのお寺ごはん（2017年7月18日 - 9月26日、メ～テレ） - 木田夏子 役[42]
- ぼくは麻理のなか 最終話（2017年12月4日、フジテレビ） - 役名不明
- 花のち晴れ〜花男 Next Season〜（2018年4月17日 - 6月26日、TBS） - 室谷真琴 役[8]
- GIVER 復讐の贈与者 第9話（2018年9月8日、テレビ東京） - 江野みちる 役[43]
- 大河ドラマ いだてん〜東京オリムピック噺〜（2019年、NHK総合） - 金栗エツ 役[44]
- 新米姉妹のふたりごはん（2019年10月11日 - 12月27日、テレビ東京） - 篠田なお 役[45]
- シリーズ・横溝正史短編集（NHK BSプレミアム）
  - 第2シリーズ「金田一耕助踊る!『華やかな野獣』」（2020年1月25日） - 高杉奈々子 役[46]
  - 第3シリーズ「池松壮亮×金田一耕助3『女怪』」（2022年2月26日） - 持田虹子 役[47]
  - 第4シリーズ「金田一耕助、悔やむ」『鏡の中の女』（2025年5月8日、NHK BSプレミアム4K・NHK BS） - 朗読[48]
- 父と息子の地下アイドル（2020年2月23日、WOWOW） - 怜央 役[49]
- 正しいロックバンドの作り方 第2話（2020年4月28日、日本テレビ） - 最上 役
- 純喫茶に恋をして 第11話（2020年11月、フジテレビTWO） - 三上沙織 役
- 泣くな研修医 第6話・第8話（2021年5月29日・6月13日、テレビ朝日） - はるか 役[50][51]
- 超速パラヒーロー ガンディーン 第1話・第2話（2021年6月26日・7月3日、NHK総合） 永山杏耶役
- 世にも奇妙な物語 '21夏の特別編「三途の川アウトレットパーク」（2021年6月26日、フジテレビ） - サイノ役[52]
- ファイトソング 第4話（2022年2月1日、TBS） - 光 役[53]
- 警視庁・捜査一課長 Season6 第9話（2022年6月9日、テレビ朝日） - 朝倉亜沙美 役
- あなたはだんだん欲しくなる（2022年7月7日 - 9月15日、BS-TBS） - 主演・鈴木きらら 役[54]
- ワンナイト・モーニング 第1話「梅干しのおにぎり」（2022年8月5日、WOWOW） - 主演・真奈月千春 役（上杉柊平とW主演）[55]
- À Table!〜歴史のレシピを作ってたべる〜 第3話（2023年1月23日、BS松竹東急） - 加賀沙良 役[56]
  - À Table!〜ノスタルジックな休日〜 第3話（2024年7月17日、BS松竹東急）[57]
- 杉咲花の撮休 最終話「五年前の話」（2023年3月17日、WOWOW） - 水野 役[58]
- SHUT UP（2023年12月4日 - 2024年1月29日、テレビ東京） - 露木彩 役[59]
- アクターズ・ショート・フィルム4「イツキトミワ」（2024年3月22日、WOWOW） - 主演・三羽 役（清水尋也とW主演）[60]
- おいち不思議がたり第3話・4話（2024年9月15日・22日、NHK BSプレミアム4K・NHK BS） - お松 役
- 怖い絵本 season8「おめん」（2025年3月1日、NHK Eテレ）[61]

### 配信ドラマ
- 仮面ライダーBLACK SUN（2022年10月28日、Amazon Prime Video） - 新城ゆかり 役[62]
- 目の毒すぎる職場のふたり（2022年11月4日、Hulu） - 山脇しずく 役
- EVOL（2023年11月3日、DMM TV） - サンダーガール 役[63]
- 極悪女王（2024年9月19日 - 、Netflix） - マキ上田 役[18][64][65]

### 舞台
- 欲浅物語（2017年10月27日 - 11月5日、CBGKシブゲキ!!）[66]
- 後家安とその妹（2019年5月25日-6月4日　紀伊國屋ホール）
- COCOON PRODUCTION 2022「広島ジャンゴ 2022」（2022年4月5日 - 30日、東京・Bunkamura シアターコクーン/5月6日 - 16日、大阪・森ノ宮ピロティホール）[67]

### テレビアニメ
- ムズムズ18 第5・10・15・20話（2016年5月21日・8月6日・10月15日・2017年1月14日、NHK総合） - ムズ山ムズミ 役

### テレビ番組
- みんなのうた「パプリカ 『ショートムービー』バージョン」（2019年4・5月、NHK）

### CM・広報
- FM802 2015年ACCESSキャンペーン Sugar & The Radio Fire「Music Train 〜春の魔術師〜」 店頭VP+WEB（2015年4月1日 - 5月31日）[注 2]
- 兵庫大学 「現代ビジネス学科 2016年4月開設」（2015年7月5日 - ）
- アシックス 「オリンピック用CM」（2015年12月29日 - ）
- PS4 「進撃の巨人」（2016年2月6日 - ）
- 南日本酪農協同 「スコール」（2016年3月20日 - ）
- モスバーガー 「テリヤキの旬」篇（2016年3月22日 - ）
- スシロー 「これぞ、職人気質。これぞ、スシロー」篇（2016年4月18日 - ）
- 中田食品 「梅なでしこ」（2016年5月31日 - ）
  - 「梅なでしこ 夏」編
  - 「梅ぼし田舎漬 夏」編
- ネッツトヨタ熊本 「海を届ける」（2016年6月1日 - ）
- パナソニック エイジフリー「生活リハビリ」篇（2016年6月11日 - ）
- 東京エレクトロン 「My IoT」篇（2016年11月27日 - ）
- docomo×SNOW 「最後くらい盛らせろ - 卒業"盛ルバム"」篇（2017年1月17日 - ）
- ちふれ （2017年3月15日 - ）
  - 「ちふれ 美白 うるおい ジェル/使命」篇
  - 「ちふれ 約束」篇
- 古河機械金属 （古河気合筋肉） カナコシリーズ（2017年3月－）
  - 恋する女子高生カナコのラブストーリー　1話「ユニック」　2話「ロックドリル」　3話「ナッツのタルトケーキ」
  - 超短編ドラマ「父と娘」（2018年4月4日） - 娘 役[68]
  - OLカナコのお仕事　1話「カナコの入社」　2話「カナコの工場見学」　3話「カナコの企画書」　4話「番外編」　予告編
  - フォトブック「機械とわたし」
- トレたび ニッポンをつなぐ物語「おばあちゃんのお漬物」篇（2019年1月31日）[69]
- BOAT RACE振興会
  - 「Splash ボートレーサーになりたい!」（2021年度） - ハルカ 役（神尾楓珠・飯尾和樹・MEGUMIと共演）[70]
  - 「アイ アム ア ボートレーサー」（2022年度） - ハルカ 役（神尾楓珠・中村獅童・土屋アンナ・ゆりやんレトリィバァと共演）[71][72]

### PV
- SCANDAL 「テイクミ―アウト」（2016年7月27日）
- YANAKIKU 「FUNK★JAPAN」（2016年12月14日）
- YUMEGIWA GIRL FRIEND 「ギターロック」（2017年1月18日）
- 欅坂46 「不協和音」 type-D収録 菅井友香個人MV「未来のわたしへ」（2017年4月2日)
- mock heroic 「恋をする」（2017年10月4日）
- セントチヒロ・チッチ 「夜王子と月の姫」（2018年9月19日）
- 0.1gの誤算 「敵刺す、テキサス」（2019年1月8日）
- ［Alexandros］ 「月色ホライズン」（2019年7月5日）
- NakamuraEmi「晴るく」（2024年3月8日発売）[73]

## 書籍

### 写真集
- はじめての舞台（2018年2月3日、ギャンビット）[74]